# يان بولاك (لاعب كرة قدم)
يان بولاك (بالتشيكية: Jan Polák)‏ هو لاعب كرة قدم تشيكي في مركز الدفاع، ولد في 26 مارس 1989 في ليبيريتس في جمهورية التشيك. شارك مع منتخب التشيك تحت 17 سنة لكرة القدم ومنتخب جمهورية التشيك تحت 21 سنة لكرة القدم. أما مع النوادي، فقد لعب مع بياست غليفيتسه وفيكتوريا بلزن ونادي سلوفان ليبيريتس ويوفي ستابيا.

## وصلات خارجية
- يان بولاك (لاعب كرة قدم) على موقع الاتحاد الأوربي (الإنجليزية)
- يان بولاك (لاعب كرة قدم) على موقع الاتحاد التشيكي (الإنجليزية)
- يان بولاك (لاعب كرة قدم) على موقع قاعدة بيانات كرة القدم.إي يو (الإنجليزية)
- يان بولاك (لاعب كرة قدم) على موقع Soccerway.com (الإنجليزية)